# Gertrudis (Hamlet)
La reina Gertrudis es una personaje ficticio de la obra Hamlet de William Shakespeare, reina de Dinamarca y madre del príncipe Hamlet. Su relación con Hamlet es algo turbulenta, ya que está resentido porque se casó con el hermano de su padre, Claudio, después de que éste asesinara al rey (el padre del joven Hamlet, el rey Hamlet). Gertrudis no se muestra culpable de su matrimonio con Claudio tras el reciente asesinato de su marido y Hamlet comienza a mostrar signos de celos hacia Claudio. Según Hamlet, ella apenas lloró la muerte de su marido antes de casarse con Claudio.
Su nombre puede derivar de Gertrudis de Baviera, que fue reina de Dinamarca a finales del siglo XII.

## Papel en la obra

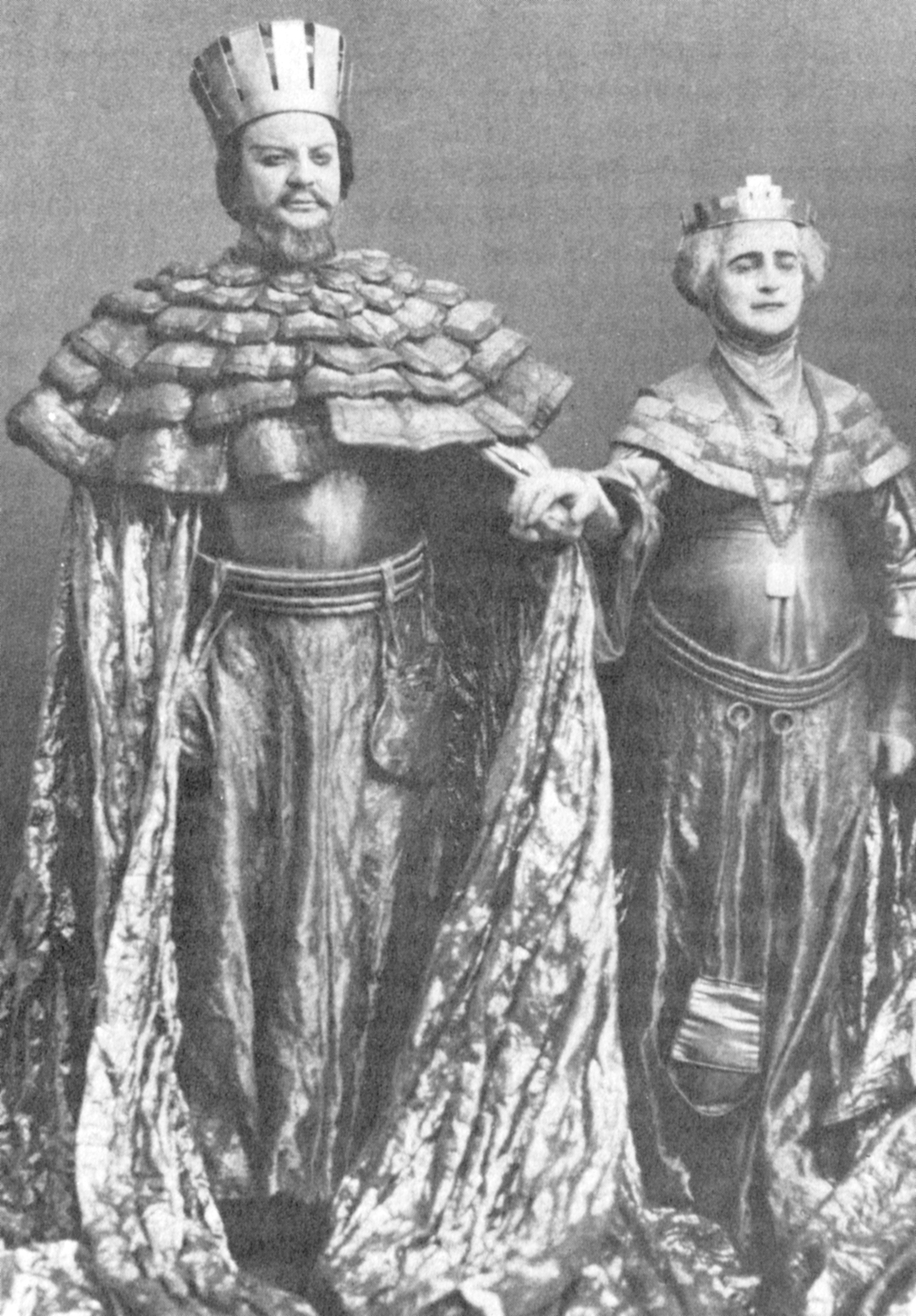
Los actores rusos Nikolai Osipovich Massalitinov y Olga Knipper como Claudio y Gertrudis en la producción de Hamlet (1911) de Edward Gordon Craig y Constantin Stanislavski.

Gertrudis aparece por primera vez en el Acto I, Escena II, cuando intenta animar a Hamlet por la pérdida de su padre, rogándole que se quede en casa en lugar de volver a la escuela de Wittenberg. Su preocupación por él continúa en el segundo acto, cuando se pone del lado del rey Claudio al enviar a Rosencrantz y Guildenstern para levantar el ánimo de su hijo. Además, en lugar de atribuir la repentina locura de Hamlet al rechazo de Ofelia (como pensaba Polonio), cree que la causa es su padre, la muerte del rey Hamlet y su rápido y posterior matrimonio con Claudio: "Dudo que no sea otra que la principal; la muerte de su padre y nuestro precipitado matrimonio". En el Acto III, escucha con entusiasmo el informe de Rosencrantz y Guildenstern sobre su intento de animarlo y apoya el plan de Claudio y Polonio de observar a Hamlet desde un punto de vista oculto mientras habla con Ofelia, con la esperanza de que su presencia lo cure.
En el siguiente acto, Gertrudis le cuenta a Claudio el asesinato de Polonio, convencida de que Hamlet está realmente loco. También muestra una compasión y un afecto genuinos al observar, junto con los demás, cómo Ofelia canta y actúa en la más absoluta locura. En el entierro de Ofelia, expresa su antigua esperanza de que la joven pudiera haberse casado con su hijo: "Esperaba que hubieras sido la esposa de mi Hamlet". Cuando Hamlet aparece y forcejea con Laertes, ella le pide que se detenga y que alguien lo contenga, diciendo que puede estar en un ataque de locura ahora, pero que se aliviará pronto. Al principio de la obra, Gertrudis está más con su marido que con su hijo; sin embargo, después de la escena del armario toda la situación cambia.
En la escena final, Gertrudis se da cuenta de que Hamlet está cansado durante la pelea con Laertes, y se ofrece a limpiarle la frente. Ella bebe una copa de veneno destinada a Hamlet por el mismísimo Claudio, en contra de los deseos de éste, y muere, gritando de agonía al caer:

"No, no, la bebida, -O mi querido Hamlet- ¡La bebida, la bebida! Estoy envenenada".

Las opiniones de otros personajes sobre Gertrudis son en gran medida negativas. Cuando el fantasma de su antiguo marido se le aparece a Hamlet, la describe como una "reina aparentemente virtuosa", pero le ordena a Hamlet que no se enfrente a ella por ello y que deje su juicio al cielo. Sin embargo, su amor por ella en vida fue benévolo, ya que Hamlet afirma que su padre habría retenido a los elementos si "visitaran su rostro con demasiada rudeza".
Hamlet la ve como un ejemplo de la debilidad de las mujeres (lo que afecta a su relación con Ofelia) y se duele constantemente en sus reflexiones de lo rápido (menos de un mes) que se volvió a casar.

## Interpretaciones
Ha habido numerosos intentos de explicar el estado mental de Gertrudis durante la obra. Se podría argumentar que, como no confiesa ningún pecado antes de morir, no participó en el asesinato de su marido. Sin embargo, otras consideraciones sí apuntan a la complicidad de Gertrudis. Tras repetidas amenazas erráticas hacia su madre sin obtener respuesta, Hamlet amenaza con descubrir la verdadera naturaleza del carácter de Gertrudis colocando un espejo, momento en el que ella proyecta un asesino:
 
En el ensayo de 1919 "Hamlet y sus problemas" T. S. Eliot sugiere que la causa principal del dilema interno de Hamlet es el comportamiento pecaminoso de Gertrude. Afirma: "El Hamlet de Shakespeare... es una obra que trata del efecto de la culpa de una madre sobre su hijo".
En 1924, la reformadora social Lillie Buffum Chace Wyman publicó un estudio, Gertrude of Denmark: An Interpretive Romance, un primer intento de dar la perspectiva de la propia Gertrudis sobre su vida y los acontecimientos de la obra. Wyman "interroga explícitamente el culto decimonónico a la madre abnegada", criticando la influencia que tuvo en las interpretaciones de la obra tanto por parte de los críticos masculinos como de las actrices que interpretan a Gertrudis.
En la década de 1940, Ernest Jones -psicoanalista y biógrafo de Freud- desarrolló las ideas de Freud en una serie de ensayos que culminaron en su libro Hamlet y Edipo (1949). Influenciados por el enfoque psicoanalítico de Jones, varias producciones han representado la "escena del armario", en la que Hamlet se enfrenta a su madre en sus aposentos privados, desde una perspectiva sexual. En esta lectura, Hamlet se siente asqueado por la relación "incestuosa" de su madre con Claudio y, al mismo tiempo, teme matarlo, ya que esto despejaría el camino de Hamlet hacia la cama de su madre.
El ensayo de Carolyn Heilbrun de 1957 "La madre de Hamlet" defiende a Gertrudis, argumentando que el texto nunca insinúa que Gertrudis supiera del envenenamiento del rey Hamlet por parte de Claudio. Este análisis ha sido defendido por muchas críticas feministas. Heilbrun argumenta que durante siglos los hombres han malinterpretado completamente a Gertrudis, creyendo lo que Hamlet decía de ella y no el texto real de la obra. Según este argumento, no hay pruebas claras que sugieran que Gertrudis sea una adúltera: simplemente se está adaptando a las circunstancias de la muerte de su marido por el bien del reino.

## Actuaciones
Las mujeres tuvieron casi exclusivamente prohibido aparecer como actrices en el escenario hasta aproximadamente 1660 y en los periodos isabelino y jacobino aparecieron compañías compuestas enteramente por actores varones. De hecho, son famosamente mencionados en Hamlet, en el que un grupo de actores ambulantes ha abandonado la ciudad debido a la rivalidad con una compañía de "little eyases" (halcones sin plumas).
- Eileen Herlie interpretó a Gertrudis en el Hamlet de Laurence Olivier de 1948.

- Glenn Close interpretó a Gertrudis en el Hamlet de 1990 de Franco Zeffirelli.

- Julie Christie apareció como Gertrudis en el Hamlet de 1996 de Kenneth Branagh. A pesar de su formación clásica como actriz, fue su primera incursión en William Shakespeare.

- En el Hamlet de 2000 de Michael Almereyda, Ethan Hawke interpreta a Hamlet como estudiante de cine, mientras que Diane Venora encarna a Gertrudis, esposa de los antiguos y actuales directores generales de la "Denmark Corporation".

- En la adaptación de 2009 protagonizada por David Tennant, Gertrudis es interpretada por Penny Downie.

- En la producción de Ryan Imhoff en Chicago de "The Hamlet Project", Gertrudis es interpretada por la aclamada actriz Angela Morris.[2]

- Tabu interpretó a Ghazala, la personaje de Gertrudis en la aclamada adaptación de Hamlet en Bollywood de 2014, Haider.

- En la obra de vanguardia de Heiner Müller, Máquina Hamlet, Gertrudis es llamada "la perra que parió" a Hamlet.

- Naomi Watts interpretó a Gertrude en Ofelia, de Claire McCarthy, en 2018.
- Claudia Di Girolamo interpretó a Gertrudis en el Hamlet (sonoro) en 2022.

## Influencias
- Gertrudis y Claudio, una novela de John Updike, sirve de precuela a los acontecimientos de la obra. Sigue a Gertrudis desde su boda con el rey Hamlet, pasando por un romance con Claudio, y sus resultados asesinos, hasta el principio de la obra. Gertrudis también aparece como personaje en Gertrude-The Cry, de Howard Barker, que utiliza algunos de los personajes de Hamlet.

- Hamlet ha desempeñado "un papel relativamente pequeño"[3] en la apropiación de las obras de Shakespeare por parte de las escritoras. En "Gertrudis habla de nuevo", de Margaret Atwood, en su colección de relatos Good Bones de 1992, el personaje del título aclara a su hijo el asesinato del viejo Hamlet: "No fue Claudio, cariño, fui yo".[3]

- El personaje de Gemma Teller Morrow en la serie de FX Sons of Anarchy, que incorpora elementos de la trama de Hamlet, está influenciado por la reina Gertrudis y comparte muchos rasgos con ella.

- El personaje de la leona Sarabi en la película de 1994 El rey león de Rob Minkoff y Roger Allers (incluido su adaptación de 2019 de Jon Favreau) se inspiró en este personaje.